# ماثيو دنت
ماثيو دنت (بالإنجليزية: Matthew Dent)‏ هو مصمم جرافيك بريطاني، ولد في 1981 في بانغور في المملكة المتحدة.

## وصلات خارجية
- الموقع الرسمي